# Aristida glauca
Aristida glauca är en gräsart som först beskrevs av Christian Gottfried Daniel Nees von Esenbeck, och fick sitt nu gällande namn av Wilhelm Gerhard Walpers. Aristida glauca ingår i släktet Aristida och familjen gräs. Inga underarter finns listade i Catalogue of Life.